# Catedral de Picos
A Catedral de Nossa Senhora dos Remédios, também conhecida como Catedral de Picos, é um templo católico da cidade de Picos, município do estado brasileiro do Piauí. É a sede da Diocese de Picos.
É considera um dos símbolos de Picos, estando presente do brasão da cidade. Devido ao estilo arquitetônico neo-gótico, a igreja também se destaca pelo seu potencial turístico, pois por duas vezes foi eleita por meio de votação popular pela internet a 2ª Maravilha do Estado do Piauí.

## História

### A antiga matriz dos 90 dias
A primeira Igreja Matriz de Picos foi a Igreja do Sagrado Coração de Jesus. Em 1847 com a chegada da imagem de Nossa Senhora dos Remédios, trazida por um escravo negro a pé, de Salvador na Bahia até Picos, como pagamento de uma promessa feita pelo vaqueiro João das Dores para que seu filho e o filho do Coronel Victor de Barros Silva, fazendeiro que encomendou a imagem, voltassem salvos da Guerra da Balaiada, e diante da grande devoção dos fiéis veio a necessidade de construir uma igreja maior.
Desta forma, foi construída no mesmo local da atual Catedral de Picos uma nova Igreja Matriz, bem menor em extensão do que a estrutura atual, e que foi edificada no ano de 1871, pelo então Pe. Dr. José Antônio Maria Pereira Ibiapina, conhecido Frei Ibiapina, o apóstolo dos sertões nordestinos e pároco da cidade na época. Destaca-se que essa antiga Igreja fora construída em tempo recorde de 90 dias.
Com o passar dos anos, a população do município aumentou e conforme as fontes, a Igreja estava ficando pequena para a quantidade de pessoas e o prédio já estava deteriorado por causa das chuvas que caíam com mais frequência naquela época.

### A construção da nova matriz
Na década de 1940, os padres Paulo Stanchovitz, Eriberto e Frederico, pertencentes à Ordem da Sagrada Família, já planejaram a construção de uma igreja nova. O projeto era construir um novo templo com a frente para Praça Frei Ibiapina, atualmente Praça Justino Luz. Porém, devido à transferência dos padres no período o projeto não teve êxito.

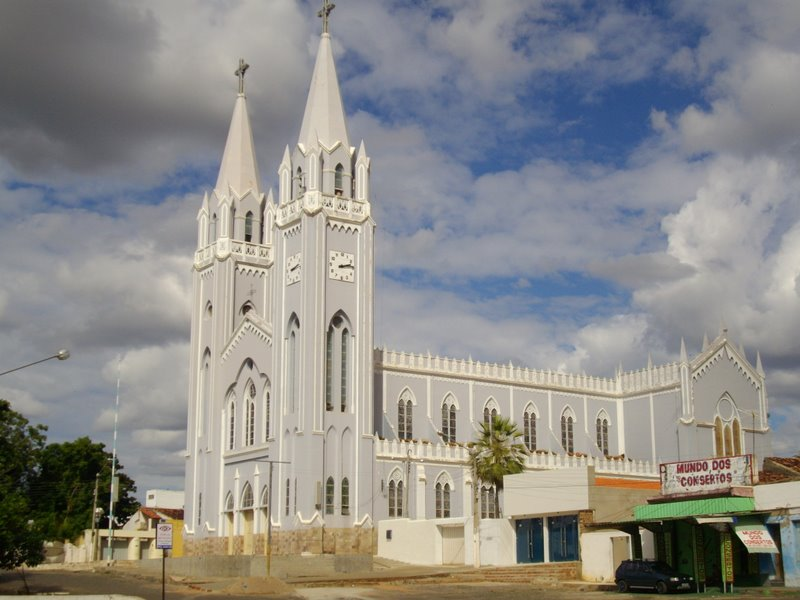
Panorâmica na Igreja Matriz de Picos.

Chega a Picos no ano de 1947 o padre José Ignácio de Jesus Madeira, carinhosamente chamado pelos picoenses de Padre Madeira, a pedido do então Pároco da Igreja Matriz, padre Davi Ângelo Leal, alegando que os serviços eram muitos e que necessitava de um ajudante. Nessa época a Paróquia de Nossa Senhora dos Remédios, em Picos, pertencia a Diocese de Oeiras, permanecendo vinculada a esta até o ano de 1976, quando é criada a Diocese de Picos.
O padre Madeira, foi fundamental para a edificação de uma nova igreja, com o argumento de que a antiga Igreja Matriz, construída em 1871, estava pequena para suportar a capacidade de pessoas, e propõe aos católicos da cidade a construção de um novo templo, maior que o atual. As obras de edificação da nova igreja foram iniciadas no ano dia 1º de outubro de 1948.
Por causa de anseios e resistências no início da construção, a nova igreja começou a ser edificada pela parte de trás da antiga, com o intuito de que a já existente não fosse derrubada por completa de uma vez. A partir desta afirmação nota-se que a ideia era ampliar, mas com o passar dos anos foi construída uma nova igreja, embora no mesmo local, porém com dimensões e altura muito maiores.
Após o consenso, em outubro de 1948, a população inicia a construção de uma nova igreja, que durou 20 anos para ser edificada, concluindo o processo no ano de 1968. Posteriormente o novo templo se tornou catedral ao ser dedicada a Nossa Senhora dos Remédios no dia 15 de agosto de 1976, em cerimônia que contou com a presença do Núncio Apostólico do Brasil, Dom Cármine Rocco.

### Reforma de 2019
No ano de 2019 ocorreu uma reforma na Catedral Nossa Senhora dos Remédios, considera polêmica, que dividiu as opiniões dos fiéis e entidades. O problema começou quando o piso original de ladrilho hidráulico da igreja começou a ser retirado para a implantação de um novo. A obra chamou a atenção dos moradores, que se mostraram contrários a mudança do piso colocado desde a construção da igreja. Segundo o bispo da Diocese de Picos na época, a substituição do ladrilho passou por dois plebiscitos e recebeu o apoio da comunidade.

## Características
A Catedral de Picos, construída no estilo gótico, possui 90 vitrais, seus dois altares laterais são de mármore Carrara e alguns detalhes foram feitos em metal dourado, vindos diretamente da Itália.
Nos vitrais dispostos nas naves laterais, na nave central e na parte superior, em cada um deles há uma imagem da história da vida de Jesus Cristo, como o encontro com os apóstolos e anjos, os momentos de oração, batismo no rio Jordão, a entrada na cidade de Nazaré acompanhado pelos seus pais Maria e José, o nascimento e visita dos reis magos entre outros. Esses Vitrais foram uma oferta do povo, a pedido do padre Madeira. Cada pessoa, família ou comunidade que ofertasse um vitral teria seu nome registrado nele para que fossem lembrados posteriormente.
Um fato que merece destaque é a moldura das portas da Igreja. Ao observá-las é nítida a semelhança com as portas da Igreja de São Benedito, localizada na capital piauiense, Teresina. Não por acaso as portas da igreja foram talhadas pela família Albano que trabalhava com carpintaria na época.

A planta da catedral segue o modelo básico adotado pela grande parte das catedrais góticas, obedecendo a um desenho de cruz latina. Na parte inferior da catedral estão localizadas as naves laterais e a nave principal. As torres ficam dispostas na base da nave, na fachada principal. Com projeto arquitetônico inspirado na Catedral de Petrolina (PE), a Catedral de Picos tem arcos construídos sem ferros ou estrutura metálica, que dão a impressão de grande profundidade. Assim como o sino, o relógio da igreja assume um papel de informante já que as pessoas costumam basear as horas por ele, pois o objeto está localizado em uma das torres da Igreja, o que facilita a sua visualização, por conta da altura em que está situado.